# Grekoffiana
Grekoffiana is een geslacht van uitgestorven kreeftachtigen uit de klasse van de Ostracoda (mosselkreeftjes).

## Soorten
- Grekoffiana australis Rossi De Garcia, 1969 †
- Grekoffiana daniana (Brady, 1869) Rossi De Garcia, 1969 †